# وينديل بي بومان
وينديل بي بومان (بالإنجليزية: Wendell P. Bowman) هو عسكري أمريكي، ولد في 31 أكتوبر 1847، وتوفي في 8 أبريل 1928.